# Ona llarga
L'ona llarga o baixa freqüència (BF o LW de l'anglès longwave) és la tecnologia de radiodifusió que opera usant freqüències d'emissió entre 30 kHz a 300 kHz i la longitud d'ona entre 1 i 10 km. Aquesta forma d'emetre es conserva més al nord d'Europa que a Catalunya molt possiblement per ser bona per superfícies planes. És una forma de recepció adequada per situacions catastròfiques (quan els repetidors poden deixar de funcionar) pel seu abast superior que va de 500 a 1.000 km. Malauradament l'ona llarga ha deixat d'estar suportada a la majoria dels receptors del nostre mercat perquè les emissions en AM són més barates i cobreixen el mercat de llarga distància mentre que les emissions FM dominen la curta distància.